# Stay Schemin'
Stay Schemin' è un singolo del rapper statunitense Rick Ross, pubblicato nel 2012 ed estratto dal mixtape Rich Forever.
La canzone vede la partecipazione dei rapper Drake e French Montana

## Video musicale
Il video musicale è stato diretto da Spiff TV per Maybach Films. In esso appaiono Meek Mill e DJ Khaled.

## Tracce
- Download digitale

1. Stay Schemin' (featuring Drake and French Montana) - 4:28